# جيمس نيكلسون
جيمس نيكلسون هو سياسي كندي، ولد في 16 أكتوبر 1827، وتوفي في 10 يونيو 1905.